# Lulu (1917)
Lulu ist ein deutsches Stummfilmdrama aus dem Jahre 1917 mit Erna Morena, Harry Liedtke und Emil Jannings in den Hauptrollen, frei nach Vorlagen von Frank Wedekind.

## Handlung
Die Zirkustänzerin Lulu ist ein durch und durch freigeistiges Wesen. Obwohl sie ihren einstigen Retter, den Clown Alfredo liebt, beginnt sie ein Verhältnis mit dem adeligen Henri von Reithofen. Als dieser sich selbst tötet, da er aufgrund der horrenden Ausgaben für Lulu völlig überschuldet war, angelt sie sich gleich den nächsten reichen Gönner, den sehr viel älteren Baron Waldheim. Dessen Sohn kennt Lulu und warnt seinen Vater davor, dass sie auch ihn ins Unglück stoßen werde. Waldheim erliegt Lulus Einflüsterungen und verstößt daraufhin seinen Sohn.
Eines Tages sieht Baron Waldheim während eines Festes, wie Alfredo, Lulus früherer Liebhaber, und seine Ex-Flamme zusammenhocken, und die Eifersucht übermannt ihn. Der Baron glaubt, die beiden in flagranti ertappt zu haben; es kommt zu einem heftigen Streit, und die Aufregung lässt Waldheim tot zusammenbrechen. Waldheims Sohn kommt jetzt in den Besitz des väterlichen Erbes und wirft Lulu aus dem Hause. Von (fast) allen allein gelassen, beschließt sie schließlich, Alfredo zu heiraten. Nach nur einem Jahr stirbt Lulu.

## Produktionsnotizen
Der in dem Union-Atelier in Berlin-Tempelhof hergestellte Film hat eine Länge von vier Akten. Gedreht wurde im Herbst 1917. Ein Jugendverbot wurde erlassen. Die Uraufführung fand im November 1917 im UT Nollendorfplatz statt. In Österreich lief der Film noch im selben Jahr an.
Die Filmbauten entwarf Kurt Richter.

## Kritik
In Paimann’s Filmlisten ist zu lesen: „Stoff, Spiel, Photos und Szenerie sehr gut“.